# Hochwasser der Ahr am 21. Juli 1804

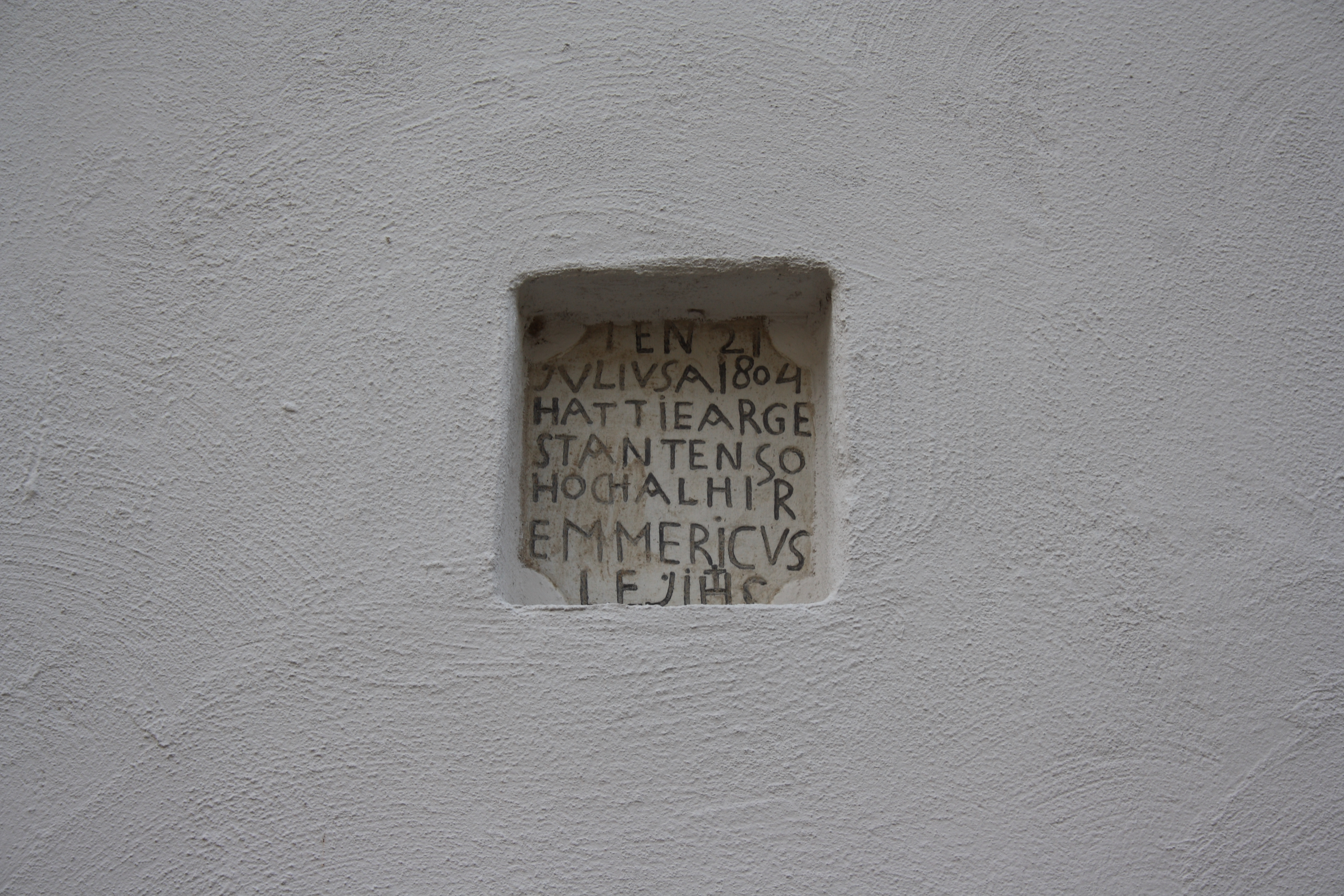
Hochwassermarke am Haus Pützgasse 9 in Walporzheim, bezeichnet 1804

Das Hochwasser der Ahr am 21. Juli 1804 kostete 63 Menschen das Leben und richtete schwere Verwüstungen an. Viele Häuser wurden von der Flut mitgerissen. Die Ahr ist ein linker Nebenfluss des Rheins.

## Geschichte
Die Hochwasserstände sind an Gebäuden in der Pützgasse in Walporzheim sowie der Burgstraße in Dernau markiert. Daraus lässt sich für Dernau ein vermutlicher Scheitelabfluss von 1208 m³/s rekonstruieren, wobei der mittlere Abfluss der Ahr am Pegel in Altenahr etwa 8 m³/s beträgt und sich der bisher größte dort gemessene Wert auf 236 m³/s (Hochwasser 2016) beläuft.
Die Schäden waren immens: In den Berichten an die (damals französische) Regierung wurden 129 Wohnhäuser, 162 Scheunen oder Ställe, 18 Mühlen und 8 Schmieden als vollständig zerstört genannt. 469 Wohnhäuser, 234 Scheunen oder Ställe, zwei Mühlen und eine Schmiede waren schwer beschädigt. 78 Pferde und Zugrinder wurden als ertrunken gemeldet, viel anderes Vieh muss ertrunken sein. Die Weinberge und Obstbäume im Ahrtal wurden weitgehend zerstört. Nahezu alle Brücken stürzten ein, fast 30 Brücken wurden genannt. Dies galt auch für die Steinbrücken, darunter die Ahrbrücke in Rech.
In Altenburg wurde die Kapelle fortgetrieben und danach ein Neubau errichtet.
In Mayschoß wurden eine Brücke, acht Wohnhäuser und ebenso viele Scheunen oder Ställe sowie eine Schmiede vernichtet. 55 Wohngebäude und 55 Scheunen oder Ställe erlitten sehr starke Schäden. Jedoch konnten sich alle Einwohner retten.